# Widok wzdłuż rzeki podczas święta Qingming
Widok wzdłuż rzeki podczas święta Qingming (chiń. upr. 清明上河图; chiń. trad. 清明上河圖; pinyin Qīngmíng Shànghé Tú) – panorama autorstwa Zhang Zeduan z dynastii Song (1085–1145). Obraz dzięki swojej sławie bywa określany jako "Chińska Mona Lisa". Aktualnie znajduje się w zbiorach Muzeum Pałacowego w Pekinie.

## Obraz

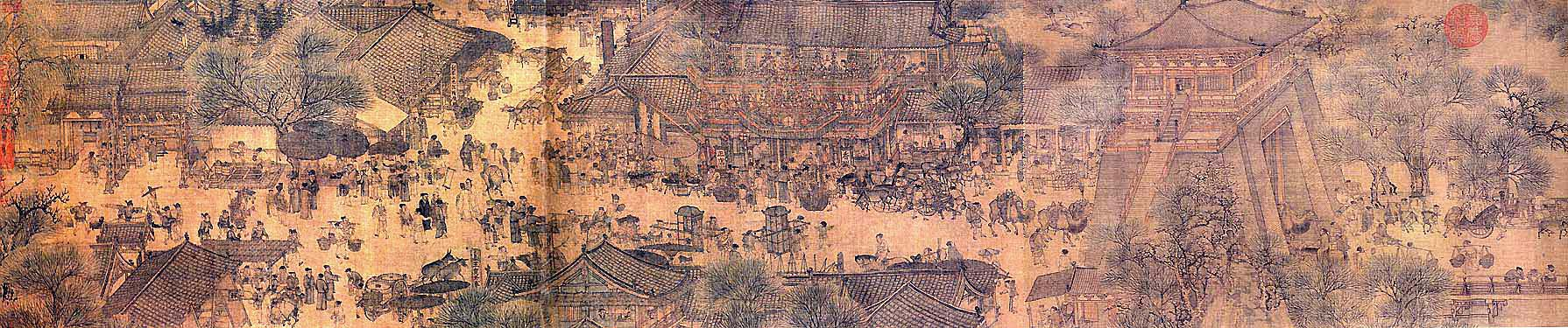
Fragment obrazu przedstawiający bramę miasta i dużą grupę ludzi

Obraz przedstawia dzień świąteczny mieszkańców stolicy Bianjing (obecnie Kaifeng). Święto Qingmingjie w pewnym stopniu przypomina słowiańskie święto Dziadów. Tego dnia całe rodziny udają się na groby bliskich, modlą się, zapalają światełka, zostawiają pokarmy dla dusz przodków i różnego rodzaju demonów, po to by je sobie zjednać. Zwykłe prace i porządkowanie grobów wykonano wcześniej, tych na obrazie nie przedstawiono. Prawa strona ukazuje peryferia miasta i wiejski krajobraz, po lewej znajduje się centrum, wraz z bramami i budynkami. Wszędzie panuje świąteczny nastrój i ogólne poruszenie, jedni idą na groby, inni już wracają. Bogatsi korzystają z lektyk. Tego typu święto pozwala przyjrzeć się ubiorom wszystkich warstw społecznych stolicy. Wśród ludzi widać sprzedawców, żebraków, żonglerów, mnichów, wróżbitów, doktorów, nauczycieli, kowali, szewców, kucharzy, aktorów a także osoby wysokiej rangi i paru oficjeli.

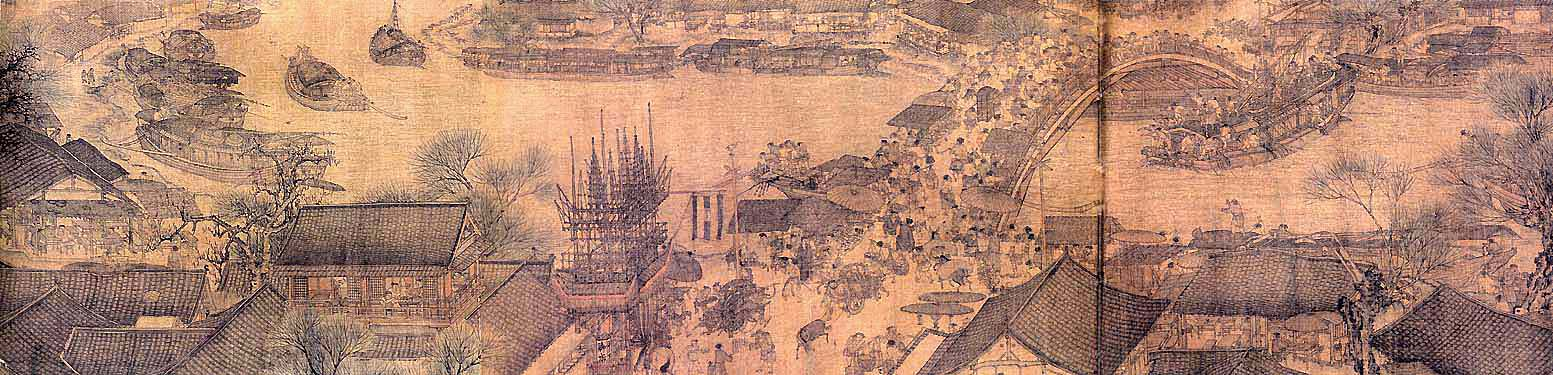
Łódź zmierzającą w kierunku mostu

Na tle ludzkiej krzątaniny widać architekturę – prywatne rezydencje, świątynie, wiele restauracji oraz hoteli, mosty przez rzekę a na niej różnego rodzaju statki. Jedne płyną, inne stoją w porcie, jedne są wyładowywane, inna zaś przyjmują towar. Do mostu zbliża się łódź z niezupełnie rozwiniętymi żaglami. Tłum na moście stara się ostrzec załogę przed możliwością zderzenia z konstrukcją. Jedna z osób rzuca z mostu linę żeglarzom, próbując im pomóc bezpiecznie przycumować i uniknąć kolizji. Widać również biuro podatkowe.

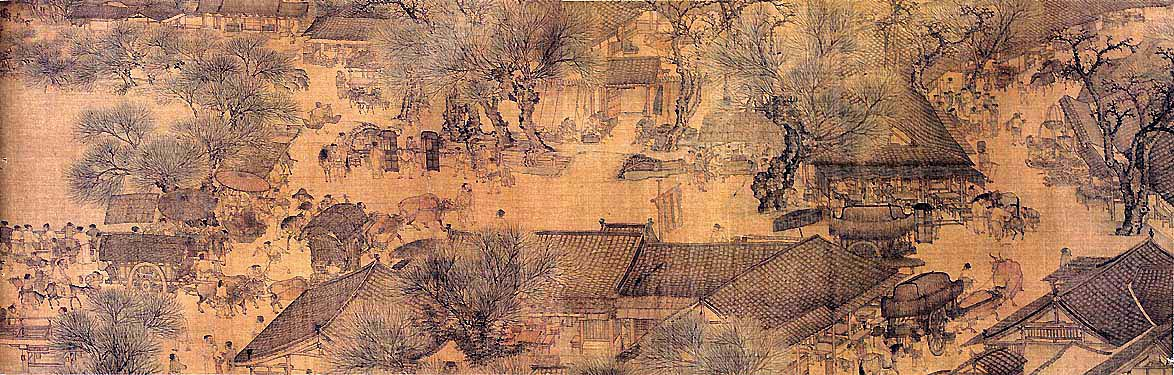
Peryferia miasta, widoczne są zwierzęta jak i różne budowle

Poza bramami miasta znajduje się wiele sklepików sprzedających wino, ziarno, naczynia, łuki i strzały, instrumenty muzyczne, złoto i srebro, materiały, tkaniny, malunki, lekarstwa a nawet szpilki. Sprzedawcy rozłożeni są wzdłuż mostu nazywanego Tęczowym Mostem (虹橋 Hong Qiao), lub rzadziej Mostem Shangtu (上土橋). Pojawiają się także zwierzęta użytkowe, których zadaniem jest pomoc w transporcie towarów, pakunków i pasażerów.
Na ponad 5-metrowym obrazie ukazano 814 ludzi, 28 łodzi, 60 zwierząt, 30 budynków, 20 pojazdów, 9 lektyk oraz 170 drzew.

## Inne wersje
Powstało wiele nowych wersji obrazu; ich liczbę szacuje się na ok. 20–30 dzieł.
Jedna z nich stworzona została w czasach dynastii Ming (XIV-XVII wiek). Wersja ta mierzyła 6,7 metrów i była dłuższa od oryginału. Zastąpiła również scenę z życia dynastii Song na tę z dynastii Ming. Ubrania, łodzie i towary zostały "poprawione" aby miasto wyglądało na bogatsze. Drewniany most został zastąpiony kamiennym, a łódź która niepewnie zmierzała w jego kierunku w tej reinterpretacji obrazu prowadzona jest za pomocą lin przez ludzi idących po brzegu rzeki.
Kolejna, namalowana przez pięciu cesarskich malarzy w czasach dynastii Qing (Chen Mu, Sun Hu, Jin Kun, Dai Hong i Cheng Zhidao), została zaprezentowana cesarzowi Qianlongowi 15 stycznia 1773 roku. Obraz ten, w 1949 roku wywieziono do Tajpej i obecnie znajduje się on w Narodowym Muzeum Pałacowym. Jest o wiele większy niż wersja oryginalna – 35 centymetrów wysokości i 11 metrów szerokości, i przedstawia o wiele więcej namalowanych postaci (ponad 4000).
W kwietniu 1742 roku, do obrazu, na początku po jego prawej stronie, dołączono wiersz. Za autora wiersza przyjmuje się samego cesarza Qianlonga; kaligrafia została wykonana pismem bieżącym przez kaligrafa o imieniu Liang Shizheng (梁詩正). Wiersz brzmi następująco:
| Chiński                                                                                 | Pinyin | Polski |
| --------------------------------------------------------------------------------------- | --- | --- |
| 蜀錦裝金壁 吳工聚碎金 謳歌萬井富 城闕九重深 盛事誠觀止 遺踪借探尋 當時誇豫大 此日歎徽欽 | Shǔjǐn zhuāng jīn bì Wú gōng jù suìjīn ōugē wànjǐng fù chéngquè jiǔchóng shēn shèngshì chéng guānzhǐ yízōng jiè tànxún dāngshí kuā Yù dà cǐrì tàn Huī Qīn | Ściana złota nałożona została na brokat z Shu. Rzemieślnicy z Wu zbierają drobne, Aby oddać cześć dostatkowi dziesiątki tysięcy rodzin. Wieże strażnicze w mieście pną się wysoko w górę. Ta scena gwaru naprawdę robi wrażenie. Jest to okazja aby odkryć pozostałości dni, które przeminęły. W tamtych czasach ludzie podziwiali wielkość Yu, A teraz my opłakujemy los Hui i Qin. |

W 2010 roku powstała elektroniczna wersja obrazu na potrzeby Expo 2010 w Szanghaju. Obraz przemieniono w trójwymiarową, interaktywną, animowaną ilustrację, która była około 30 razy większa od oryginału. Całość złożona była z paneli rozciągających się na 120 metrów. Instalacja była głównym eksponatem w chińskim pawilonie na targach. Po ich zakończeniu pojawiła się także na AsiaWorld-Expo; pierwszego dnia sprzedano ponad 200 000 biletów na obejrzenie interaktywnego obrazu.